# Kadilanggon
Kadilanggon is een bestuurslaag in het regentschap Klaten van de provincie Midden-Java, Indonesië. Kadilanggon telt 1775 inwoners (volkstelling 2010).